# 16 Biggest Hits
16 Biggest Hits är ett samlingsalbum från 2007 av Dolly Parton.

## Låtlista
| Nr  | Titel                                          | Kompositör                           | Längd |
| --- | ---------------------------------------------- | ------------------------------------ | ----- |
| 1.  | Here You Come Again                            | Barry Mann, Cynthia Weil             | 2:54  |
| 2.  | 9 to 5                                         | Dolly Parton                         | 3:00  |
| 3.  | Jolene                                         | Parton                               | 2:41  |
| 4.  | Islands in the Stream (duett med Kenny Rogers) | Barry Gibb, Maurice Gibb, Robin Gibb | 4:10  |
| 5.  | I Will Always Love You                         | Parton                               | 2:55  |
| 6.  | Coat of Many Colors                            | Parton                               | 3:05  |
| 7.  | The Seeker                                     | Parton                               | 3:15  |
| 8.  | Two Doors Down                                 | Parton                               | 3:05  |
| 9.  | Single Women                                   | Michael O'Donoghue                   | 3:44  |
| 10. | All I Can Do                                   | Parton                               | 2:25  |
| 11. | Heartbreak Express                             | Parton                               | 3:13  |
| 12. | Don't Call it Love                             | Dean Pitchford, Tom Snow             | 3:17  |
| 13. | Love Is Like a Butterfly                       | Parton                               | 2:21  |
| 14. | Rockin' Years (duett med Ricky Van Shelton)    | Parton                               | 3:26  |
| 15. | Why'd You Come in Here Lookin' Like That       | Bob Carlisle, Randy Thomas           | 2:33  |
| 16. | Romeo                                          | Parton                               | 3:34  |

## Listplaceringar
| Lista (2007–2008)                 | Topplaceringar |
| --------------------------------- | -------------- |
| USA, Billboard Top Country Albums | 32             |

### Fotnoter
1. ↑  Jason Birchmeier (14 mars 2007). ”16 Biggest Hits” (på engelska). http://www.allmusic.com/album/16-biggest-hits-mw0000583698. Läst 1 november 2014.